# Kirche Zarnekow

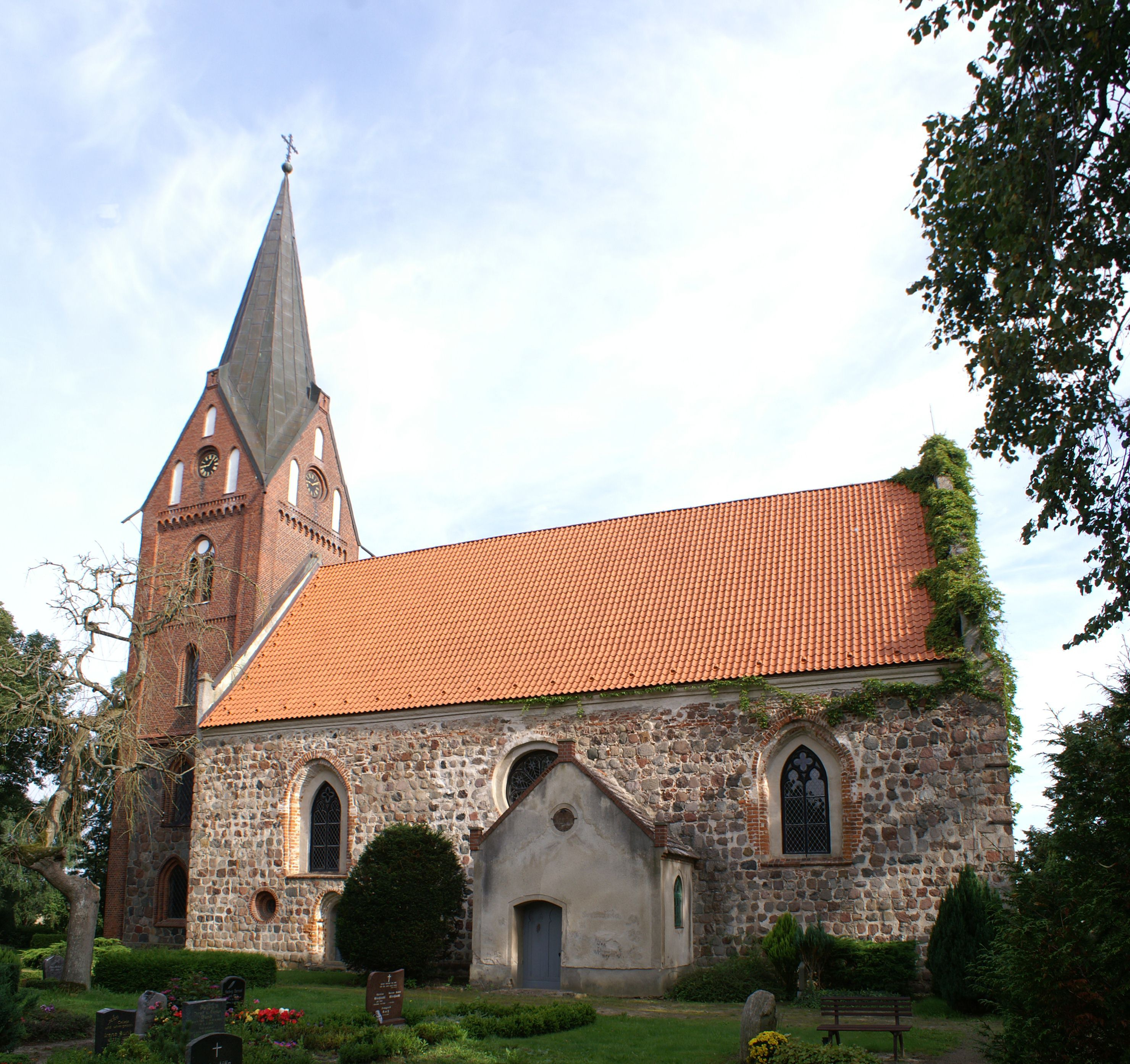
Kirche Zarnekow – Südseite

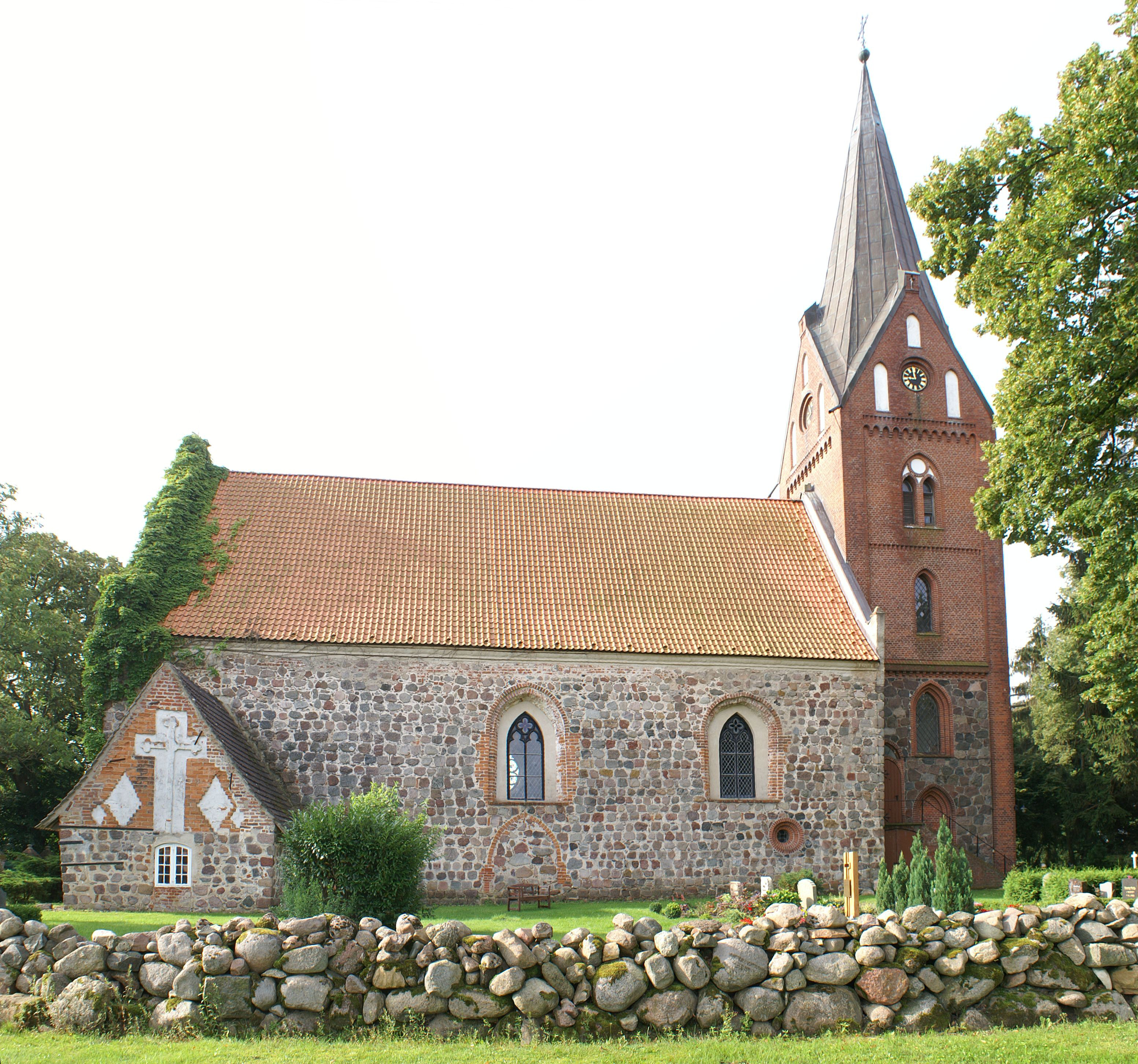
Nordseite

Die Kirche Zarnekow befindet sich im Ortsteil Zarnekow der Gemeinde Karlsburg im Landkreis Vorpommern-Greifswald. Die Feldsteinkirche gehört zur Kirchgemeinde Züssow-Zarnekow-Ranzin, die seit 2012 Teil der Propstei Demmin im Pommerschen Evangelischen Kirchenkreis der Evangelisch-Lutherischen Kirche in Norddeutschland ist. Vorher gehörte sie zum Kirchenkreis Greifswald der Pommerschen Evangelischen Kirche.
Die Kirche wurde in der zweiten Hälfte des 13. Jahrhunderts errichtet. Ende des 19. Jahrhunderts erfolgte ein Umbau unter der Leitung des Architekten Theodor Prüfer, der auch den Kirchturm entwarf.

## Gebäude
Der Feldsteinsaal und der nördliche Sakristeianbau wurden Ende des 13. Jahrhunderts errichtet. Der rechteckige Bau mit gerade geschlossenem Chor besteht aus behauenen Feldsteinquadern, die schichtweise versetzt angeordnet wurden. Fenster und Portale besitzen Backsteingewände. Im 19. Jahrhundert wurden die spätgotischen Fenster mit neugotischem gusseisernem Maßwerk verkleinert. Das nördliche Portal wurde zugemauert. Im Giebel des Sakristei befindet sich über zwei rautenförmigen Blenden ein Kleeblattkreuz auf vertieftem Grund. Die Sakristei hat ein Kreuzrippengewölbe, der rundbogige Durchgang zwischen ihr und dem Kirchenschiff ist vermauert.
Fünf gestaffelte zweiteilige Spitzbogenblenden sind auf dem Ostgiebel angeordnet. In der Südseite befinden sich zwei Portale mit Wulstband in Kämpferbereich. Das östliche Portal innerhalb der spätgotischen Portalvorhalle ist reich profiliert und mit schwarzen Formsteinen ausgestattet. Das westliche Portal besitzt grüne Formsteine. In der Mitte der Südwand befindet sich ein großes Rundfenster. Ein kleineres Rundfenster befindet sich neben dem westlichen Portal.
Der Westturm in neugotischen Formen wurde 1892 nach dem Entwurf von Theodor Prüfer errichtet. Das Untergeschoss besteht aus Feldstein und hat innen ein Kreuzgewölbe. Die beiden Obergeschosse bestehen aus Backstein. Der oktogonale Spitzhelm ist bleigedeckt.
Im Inneren ist die Kirche für den Einbau eines Gewölbes vorbereitet, wofür in den Ecken flache Wandvorlager als Auflager vorgesehen wurden. In der Ostwand befindet sich eine spitzbogige Sakramentsnische. Die Kirche besitzt eine flache Holzdecke.

## Ausstattung
Der Altaraufsatz aus Sandstein stammt aus dem Jahr 1622. Er zeigt ein Abendmahlsrelief, gerahmt mit Engelfiguren mit Kreuz, Geißelsäulen der Passion Christi sowie Stifterwappen, Ohrmuschelwerk und Inschriften. Aus der ersten Hälfte des 15. Jahrhunderts stammt der Sakramentsschrank mit schmiedeeiserner Gittertür und hölzerner, außen mit Bandeisen beschlagener Außentür. Im Schrank sind ein stehender Schmerzensmann und spätgotisches Rankenwerk gemalt. Die zu ebener Erde aufgestellte Kanzel und der hölzerne Taufständer stammen aus dem 19. Jahrhundert.
Im Ostfenster befindet sich eine Glasmalerei, die 1890 im Königlichen Institut für Glasmalerei in Berlin gefertigt wurde. Sie zeigt die Verklärung Christi auf dem Berg Tabor als Ausschnitt nach dem Gemälde von Raffael.
Das Geläut besteht aus drei Glocken. Die ältere wurde 1765 von Gottlieb Metzger in Stralsund gegossen. Die beiden anderen stammen aus dem Jahr 1937.
Die Orgel mit neugotischem Prospekt wurde in der Mitte des 19. Jahrhunderts gebaut.